# Eupithecia costivallata
Eupithecia costivallata är en fjärilsart som beskrevs av W. Warren 1904. Eupithecia costivallata ingår i släktet Eupithecia och familjen mätare. Inga underarter finns listade i Catalogue of Life.